# Mercedes-Benz W220
Mercedes-Benz W220 (eller Mercedes-Benz S-klass) är en personbil, tillverkad av den tyska biltillverkaren Mercedes-Benz mellan 1998 och 2005.
Versioner:
| Modell   | Årsmodell | Motor                      | Cylindervolym | Effekt     | Bränslesystem                   |
| -------- | --------- | -------------------------- | ------------- | ---------- | ------------------------------- |
| S320     | 1998-2002 | M112: 6-cyl V-motor ohc    | 3299 cm³      | 224 hk     | Bränsleinsprutning              |
| S430     | 1998-2005 | M113: 8-cyl V-motor ohc    | 4266 cm³      | 279 hk     | Bränsleinsprutning              |
| S500     | 1998-2005 | M113: 8-cyl V-motor ohc    | 4966 cm³      | 306 hk     | Bränsleinsprutning              |
| S280     | 1999-2002 | M112: 6-cyl V-motor ohc    | 2799 cm³      | 201 hk     | Bränsleinsprutning              |
| S320 CDI | 1999-2005 | OM613: 6-cyl radmotor dohc | 3226 cm³      | 197 hk     | Common rail turbodiesel         |
| S55 AMG  | 1999-2002 | M113: 8-cyl V-motor ohc    | 5439 cm³      | 360 hk     | Bränsleinsprutning              |
| S400 CDI | 2000-2005 | OM628: 8-cyl V-motor dohc  | 3996 cm³      | 250-260 hk | Common rail turbodiesel         |
| S600     | 2000-2002 | M137: 12-cyl V-motor ohc   | 5786 cm³      | 367 hk     | Bränsleinsprutning              |
| S63 AMG  | 2001-2002 | M137: 12-cyl V-motor ohc   | 6258 cm³      | 444 hk     | Bränsleinsprutning              |
| S350     | 2003-2005 | M112: 6-cyl V-motor ohc    | 3724 cm³      | 245 hk     | Bränsleinsprutning              |
| S55 AMG  | 2003-2005 | M113: 8-cyl V-motor ohc    | 5439 cm³      | 500 hk     | Bränsleinsprutning, kompressor  |
| S600     | 2003-2005 | M275: 12-cyl V-motor ohc   | 5513 cm³      | 500 hk     | Bränsleinsprutning, dubbelturbo |
| S65 AMG  | 2003-2005 | M275: 12-cyl V-motor ohc   | 5980 cm³      | 612 hk     | Bränsleinsprutning, dubbelturbo |

## Bilder

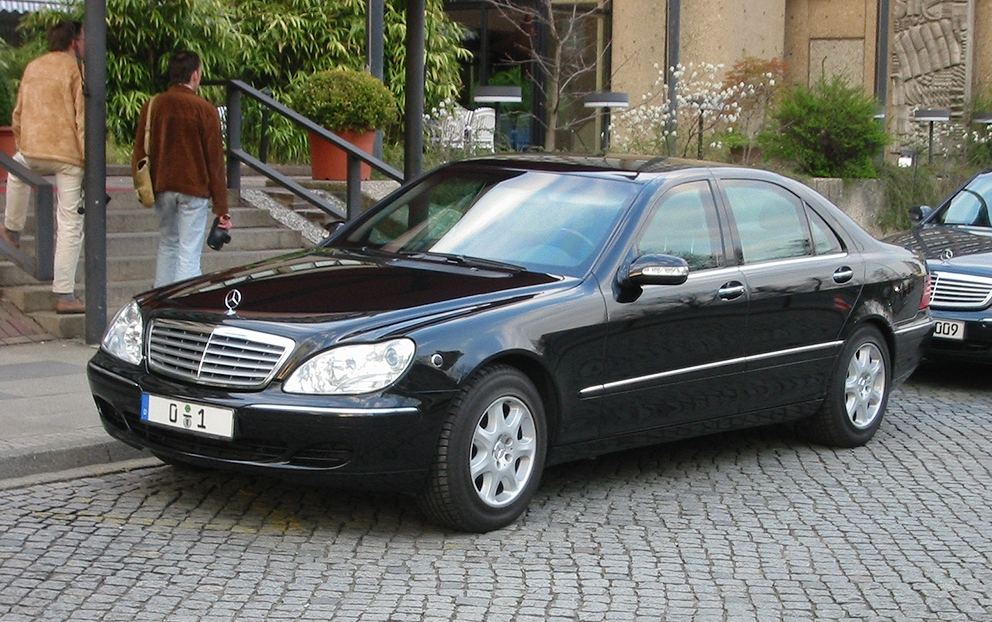
W220 sedan
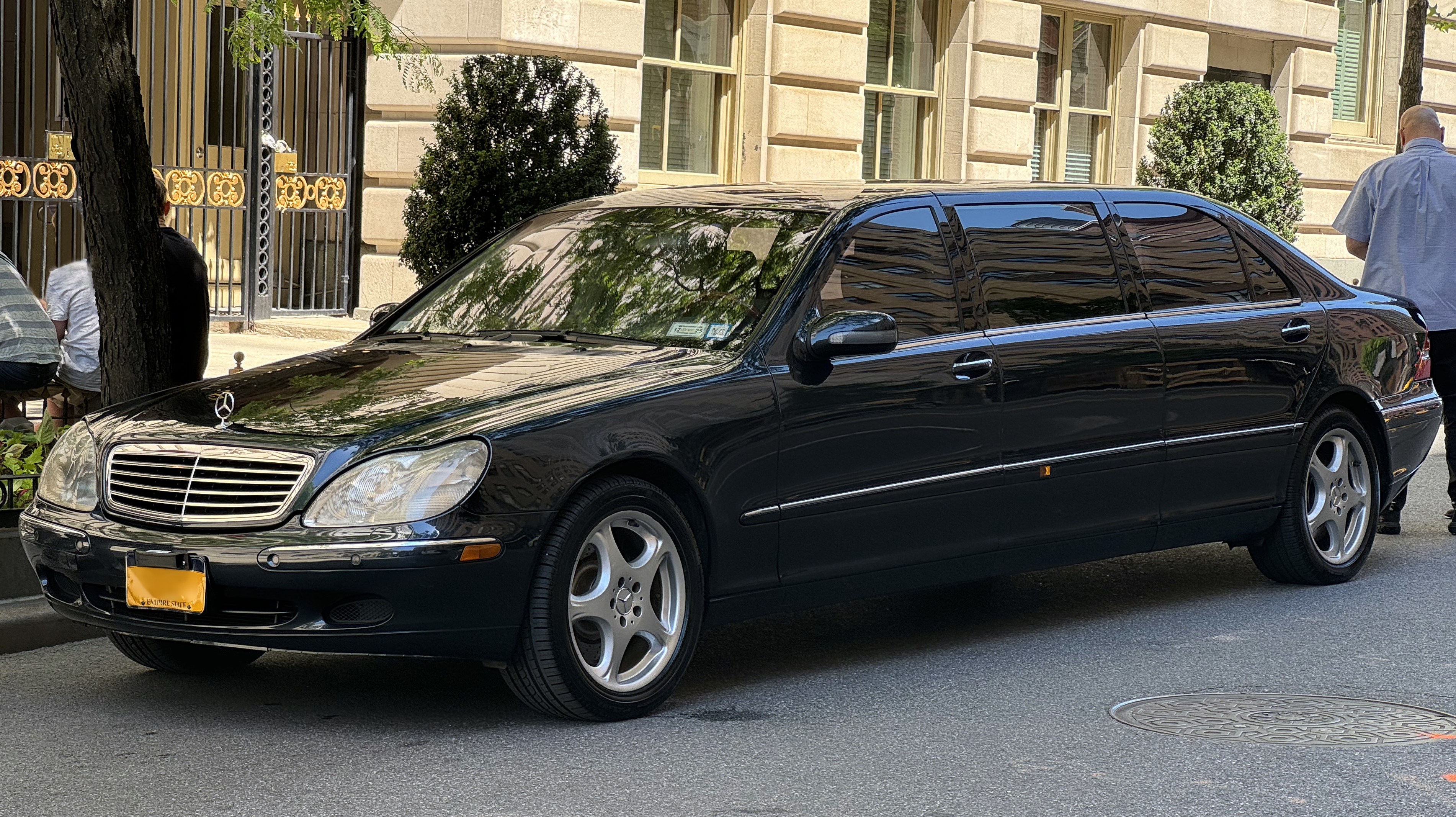
S500 Pullman-limousine (VV220)